# كلاوس فيرنر بنز
كلاوس فيرنر بنز (بالألمانية: Klaus-Werner Benz) (و. 1938 – م) هو مهندس، وفيزيائي، وأستاذ جامعي من ألمانيا . ولد في برلين.

## مناصب وهيئات
أدار جامعة فرايبورغ.